# Sikkimiana jinzhongshanensis
Sikkimiana jinzhongshanensis är en insektsart som beskrevs av Jiang, G. och Z. Zheng 1998. Sikkimiana jinzhongshanensis ingår i släktet Sikkimiana och familjen gräshoppor. Inga underarter finns listade i Catalogue of Life.